# Øystein Sevåg
Øystein Sevåg (Bærum, Noruega, 19 de marzo de 1957) es un teclista, flautista y compositor noruego de música new age.
Nacido en las cercanías de Oslo, comenzó a estudiar piano a la edad de cinco años. En su adolescencia tocó el bajo en un grupo de rock, si bien regresó pronto a una formación musical clásica, perfeccionando sus estudios de piano, flauta y composición en un conservatorio privado de Oslo. 
En la década de los ochenta, Sevåg quedó fascinado por las posibilidades que se abrían para la música con el desarrollo de los sintetizadores y comenzó a experimentar con la música electrónica, lo que daría sus frutos con la autopublicación de su primer álbum, “Close Your Eyes and See” (1989).
El disco, producto de cinco años de trabajo en estudio, ascendió rápidamente en las listas de new age del Billboard americano y fue un éxito en los Estados Unidos, lo cual permitió a Sevåg que su siguiente producción, “Link” (1993) fuese publicada en el sello Windham Hill.
A éste siguieron “Visual” (1994), un disco de música ambiental compuesto en colaboración con el guitarrista Lakki Patey, y “Bridge” (1997), que incluye la colaboración de la Orquesta Philarmonia londinense y que obtuvo el galardón de “mejor grabación de new age” en los Indie Award de aquel año.
Desde 1999 y hasta 2005, el músico ha residido en Friburgo, Alemania, donde, entre otras actividades, Sevåg ha estado trabajando en terapia musical junto con su esposa María y la sicóloga Kathartina Martin.
Tras ocho años de silencio musical, en marzo de 2005 fue presentado en un concierto en Oslo el material de un nuevo álbum, “Caravan”. En junio de este mismo año tuvo lugar el estreno mundial de una de sus obras “clásicas” (un trío para cuerdas) en el Festival de Música de Creta.

## Discografía
- “Close Your Eyes and See” (1989).
- “Link” (1993).
- “Visual” (1994), en colaboración con Lakki Patey.
- “Global House” (1995).
- “Visual” (1996).
- “Bridge” (1997).
- “Pearl Collection” (1999).
- “Private Collection” (1999).
- “Early Works” (2001).
- “Amor Fati” (2002), versión en noruego en colaboración con Kristin Flood.
- “Amor Fati” (2003), versión en inglés en colaboración con Kristin Flood.
- “Caravan” (2005).
- "based on a true story" (2007)
- "The Red Album" (2010)
- "Space for a crowded world" (2012)
- "Karin Boye sånger" (2014) (with Benedicte Torget)